# California Institute of the Arts
The California Institute of the Arts (potocznie CalArts) – prywatny uniwersytet położony w Valencia – dzielnicy Santa Clarita, w Hrabstwie Los Angeles, w Kalifornii. Uczelnia założona i ufundowana w 1961 roku przez Walta Disneya, była pierwszą instytucją szkolnictwa wyższego w Stanach Zjednoczonych stworzoną specjalnie dla studentów sztuk wizualnych i performatywnych przyznającą stopień bachelor’s degree. Uczelnia upoważniona przez Western Association of Schools and Colleges (WASC) do nadawania tytułów Bachelor of Fine Arts i Master of Fine Arts na kierunkach sztuki wizualne, performance i od roku 1994 literary arts.

## Szkoły i wydziały
- School of Art
- School of Critical Studies
- School of Film/Video
- Herb Alpert School of Music
- School of Theater
- The Sharon Disney Lund School of Dance